# Gostyń (gromada w powiecie gostyńskim)
Gostyń – dawna gromada, czyli najmniejsza jednostka podziału terytorialnego Polskiej Rzeczypospolitej Ludowej w latach 1954–1972.
Gromady, z gromadzkimi radami narodowymi (GRN) jako organami władzy najniższego stopnia na wsi, funkcjonowały od reformy reorganizującej administrację wiejską przeprowadzonej jesienią 1954 do momentu ich zniesienia z dniem 1 stycznia 1973, tym samym wypierając organizację gminną w latach 1954–1972.
Gromadę Gostyń z siedzibą GRN w mieście Gostyniu (nie wchodzącym w skład gromady) utworzono 1 stycznia 1962 w powiecie gostyńskim w woj. poznańskim z obszarów zniesionych gromad Gostyń Stary i Kunowo w tymże powiecie. Równocześnie do nowo utworzonej gromady Gostyń włączono miejscowość Bogusławki z gromady Piaski w tymże powiecie.
W 1965 gromada miała 27 członków GRN.
4 lipca 1968 do gromady Gostyń włączono obszar zniesionej gromady Brzezie oraz miejscowości Krajewice i Ziółkowo ze zniesionej gromady Bodzewo w tymże powiecie.
1 stycznia 1970 do gromady Gostyń włączono 24,73 ha z miasta Gostyń w tymże powiecie, natomiast 209,6 ha (części wsi Bogusławki – 183,71 ha, Brzezie –23,77 ha i Czachorowo – 2,12 ha) z gromady Gostyń włączono do miasta Gostyń.
Gromada przetrwała do końca 1972 roku, czyli do kolejnej reformy gminnej. 1 stycznia 1973 w powiecie gostyńskim reaktywowano zniesioną w 1954 roku gminę Gostyń.